# Relaciones Honduras-Nicaragua
Las Relaciones Honduras-Nicaragua se refiere a la relaciones exteriores existentes entre la República de Honduras y República de Nicaragua.

## Historia
A inicios del siglo XX, comenzaría el Conflicto armado en Honduras del año 1907, en donde el Presidente constitucional de Honduras Manuel Bonilla fue derrocado del poder por rebeldes hondureños de ideología liberal, los cuales tuvieron el apoyo financiero, logístico, humano del presidente nicaragüense José Santos Zelaya. 
En junio de 2009, Nicaragua rompió relaciones diplomáticas con Honduras debido al golpe de Estado suscitado en Tegucigalpa, el cual destituyó al presidente hondureño Manuel Zelaya. De esta manera, ambos países estarían sin relaciones bilaterales por casi 2 años.
Pero el 22 de mayo de 2011, el Presidente de Nicaragua Daniel Ortega y el Presidente de Honduras Porfirio Lobo decidieron restablecer las relaciones entre ambas naciones y el 8 de junio de 2011, Honduras y Nicaragua también reestablecieron sus relaciones comerciales.
El 28 de octubre de 2021, el presidente de Honduras Juan Orlando Hernández y el presidente de Nicaragua Daniel Ortega suscribieron y firmaron en la ciudad de Managua un tratado de límites marítimos denominado "Tratado Integracionista del Bicentenario" que define las fronteras de ambos países en el mar Caribe y en el golfo de Fonseca, en el océano Pacífico, con base en sentencias de la Corte Internacional de Justicia de La Haya (CIJ).

## Embajadores

### Embajadores de Honduras en Nicaragua
La embajadora hondureña en Nicaragua Diana Valladares, retornó a su país en 22 de septiembre de 2020, debido a que el presidente hondureño Juan Orlando Hernández la llamó para que volviera a Honduras y asumiera el mando de la dirección de la política exterior y del escalafón diplomático de Honduras.
| Embajadores Hondureños en Managua | Designado por el Presidente de Honduras | Período como Embajador o Embajadora                | Referencias          |
| --------------------------------- | --------------------------------------- | -------------------------------------------------- | -------------------- |
| César Gonzales Ramírez            | Ricardo Maduro                          | 22 de septiembre de 2002 - 22 de febrero de 2005   |                      |
| Jorge Alberto Milla Reyes         | Ricardo Maduro                          | 22 de febrero de 2005 - 12 de julio de 2009        |                      |
| Victoria Margarita Rodas Amaya    | Manuel Zelaya                           | 19 de agosto de 2009 - 19 de septiembre de 2011    | [ 10 ] [ 11 ] [ 12 ] |
| Ledin Orlando Torres              | Porfirio Lobo                           | 19 de septiembre de 2011 - 4 de septiembre de 2014 | [ 13 ] [ 14 ] [ 15 ] |
| Diana Gabriela Valladares Mejía   | Juan Orlando Hernández                  | 4 de septiembre de 2014 - 22 de septiembre de 2020 | [ 16 ] [ 17 ] [ 18 ] |
| Norma Allegra Cerrato Sabillón    | Juan Orlando Hernández                  | 30 de octubre de 2020 - 31 de octubre de 2023      | [ 19 ] [ 20 ] [ 21 ] |
| Jorge Antonio Yanes Fernández     | Xiomara Castro                          | 31 de octubre de 2023-presente                     | [ 22 ]               |

### Embajadores de Nicaragua en Honduras
| Cargo Diplomático     | Embajadores Nicaragüenses en Tegucigalpa | Designado por el Presidente de Nicaragua | Período como Embajador o Embajadora             | Referencias                        |
| --------------------- | ---------------------------------------- | ---------------------------------------- | ----------------------------------------------- | ---------------------------------- |
| Embajador             | Mario José Duarte Zamora                 | Daniel Ortega Saavedra                   | 4 de agosto de 2011 - 19 de diciembre de 2014   | [ 10 ] [ 11 ] [ 12 ]               |
| Encargado de Negocios | Bayardo Lupercio Barberena Lacayo        | Daniel Ortega Saavedra                   | 1 de julio de 2015 - 16 de febrero de 2016      | [ 10 ] [ 11 ] [ 12 ]               |
| Embajador             | Orlando José Gómez Zamora                | Daniel Ortega Saavedra                   | 16 de febrero de 2016 - 20 de octubre de 2017   | [ 10 ] [ 11 ] [ 12 ]               |
| Embajador             | Juan Ramón Gámez Morales                 | Daniel Ortega Saavedra                   | 20 de octubre de 2017 - 10 de diciembre de 2021 | [ 23 ] [ 24 ]                      |
| Encargado de Negocios | Valdrack Ludwing Jaentschke Whitaker     | Daniel Ortega Saavedra                   | 10 de diciembre de 2021 - 10 de marzo de 2022   | [ 23 ] [ 25 ] [ 26 ] [ 27 ] [ 28 ] |
| Embajador             | Sidhartha Francisco Marín Araúz          | Daniel Ortega Saavedra                   | 17 de mayo de 2022-presente                     | [ 29 ]                             |